# Vysoký Chlumec (hrad)
Vysoký Chlumec je zachovalý hrad nad stejnojmenným městysem v okrese Příbram asi 8 km jihozápadně od Sedlčan. Stojí na žulovém vrchu v nadmořské výšce 525 m n. m. Od roku 1965 je chráněn jako kulturní památka.

## Historie hradu
Hrad byl patrně založen v posledních letech panování Karla IV., ale poprvé je v pramenech zmiňován až roku 1382, kdy je na něm uváděn purkrabí Zbyněk. Už v roce 1385 je v rukou Purkarta z Janovic (+ 1397),, oblíbence krále Václava IV. Janovici drželi hrad až do roku 1469, kdy ho Jenec z Janovic a Peteršpurka prodal Bedřichu Ojířovi z Očedělic. Ovšem už roku 1474 koupila hrad a přilehlé panství Anna Švihovská, vdova po Janu Popelovi z Lobkovic. V držení Lobkoviců potom hrad zůstal dlouhá staletí.
Na začátku 17. století byl držitelem hradu Zdeněk Vojtěch Popel z Lobkovic. Byl to vysoký představitel katolické strany v království a po vypuknutí stavovského povstání musel v roce 1619 odejít do exilu a hrad mu byl zabaven. Zpátky do svého vlastnictví ho získal až po bitvě na Bílé hoře. V roce 1644 se stal hrad pokladnicí Lobkovického majetku, kam byly svezeny cennosti z ostatních panství. Ovšem na konci třicetileté války dobyla Vysoký Chlumec švédská vojska a zpustošila ho.
V držení Lobkoviců zůstal hrad až do druhé světové války, kdy byl zabaven protektorátními úřady. V roce 1948 byl znárodněn.
Po Sametové revoluci byl hrad v roce 1992 v rámci restitucí vrácen Lobkowiczům a ti ho v roce 1998 prodali příbuznému rodu, jehož představitelem je Riprand, hrabě Arco-Zinneberg, který hrad užívá dodnes. Jeho manželkou je vnučka posledního českého krále a rakouského císaře Karla I., Marie Beatrix.

## Stavební vývoj
Hrad je vystaven na osamoceném žulovém kopci Chlumec v nadmořské výšce 515 metrů. Původně tvořily obytné jádro hradu dvě palácová křídla svírající malé nádvoří o půdorysu nepravidelného čtyřúhelníku. Jádro obepínal parkán, který se v jihovýchodním rohu rozšiřoval v menší předhradí. Do prostoru parkánu se původně vstupovalo západní stranou a to nejdříve po visutém mostu a potom po navazujícím mostě zvedacím. Cesta potom pokračovala podél jádra až k jihovýchodnímu rohu, kde ústila do vnitřního nádvoří druhou branou.
V druhé polovině 15. století došlo ke stavebním úpravám. Západní palác byl rozšířen o dva rizality do nádvoří a východní palác byl podepřen mohutným pilířem nesoucím arkýř z hrázděného zdiva. Cesta do hradu byla zkrácena proražením nové brány v severní hradbě. Na jižní straně vznikl nový hospodářský dvůr pětiúhelníkového půdorysu, do kterého se vcházelo západní branou, teď chráněnou hranolovitou věží.
Další přestavbou prošel hrad v 17. století, kdy bylo potřeba odstranit škody napáchané při dobytí hradu Švédy. Hlavních změn se dočkal východní palác, jehož jižní část se zřítila. Uvolněného prostoru bylo využito k vestavbě hradní kaple. Vstupovalo se do ní po točitém renesančním schodišti krytém cibulovitou bání. K západnímu paláci byla přistavěna poboční křídla spojená barokní arkádou. Při přestavbách došlo k celkovému snížení zdí budov a byly postaveny nové nižší krovy.
V roce 1668 vstoupil do služeb Václava Eusebia z Lobkovic italský architekt a stavitel Antonio della Porta. V té době vznikly návrhy na přestavbu Vysokého Chlumce na zámek. Z plánů nakonec sešlo a tak podle della Portových návrhů došlo v roce 1678 jen k menší přestavbě západního vstupu. Starou bránu nahradila nová raně barokní a místo padacího mostu vznikl podklenutý kamenný most.

## Přístup
Hrad Vysoký Chlumec není veřejnosti přístupný.